# شمسين (حمص)
شمسين قرية سورية تتبع ناحية حسياء في منطقة حمص في محافظة حمص. بلغ عدد سكانها 811 نسمة في عام 2004 حسب إحصاء المكتب المركزي للإحصاء. غالبية سكانها من آل عامر وفيها آل محو والحاج موسى والقاعي وبعض عوئل البدو نسبة التعليم فيها عالية من أعلى النسب في محافظة حمص إلى جانب الزراعة.... 